# Signalgenerator
En signalgenerator (også specialiserede til lavfrekvens kaldet tonegenerator eller funktionsgenerator, og til højfrekvens kaldet målesender), er et apparat, der bruges indenfor elektronikken til at levere "prøve-signaler", når man udvikler eller reparerer et elektronisk kredsløb. Signalet leveres typisk gennem enten bananstik eller BNC-stik, og ved hjælp af betjeningsknapper kan man justere signalets amplitude og frekvens.

## Tonegenerator
Tonegeneratorer med et sinusformet signal, ligger i det hørbare område (20Hz – 20kHz), og er normalt kompatibelt med en belastningsimpedans på 600Ω (ohm), som er den impedans studieudstyr normalt benytter.

## Funktionsgenerator
Signalgeneratorer kan have en omskifter, hvor man kan vælge imellem forskellige signaler, og kaldes så en funktionsgenerator:
- Firkant: Spændingen skifter i regelmæssige, meget hurtige spring mellem to faste spændingsniveauer. Puls/pauseforholdet kan evt. varieres, så spændingen antager den ene værdi i længere tid end den anden.
- Savtak: Signalspændingen springer mere eller mindre øjeblikkeligt til et bestemt startniveau, og stiger eller falder så lineært og gradvist over tid, indtil den igen springer hurtigt til startniveauet
- Sinus: Signalspændingen svinger harmonisk mellem positive og negative spændinger
- Trekant: Signalspændingen skiftevis stiger og falder lineært med tiden.

Disse kan ofte levere signaler med en frekvens op i MHz-området.